# Селенга
Селенга̀ (на бурятски: Сэлэнгэ мүрэн; на монголски: Сэлэнгэ мөрөн) е голяма река в Монголия, аймаци Хьовсгьол, Булган и Селенге и Азиатската част на Русия, Република Бурятия вливаща се в езерото Байкал. Дължината ѝ е 1024 km, от които 615 km в Монголия и 409 km в Русия. Дължината ѝ заедно с дясната съставяща я река Идер е 1476 km.

## Географска характеристика

### Извор, течение, устие
Река Селенга се образува от сливането на двете големи съставящи я реки Делгер Мурен (445 km, лява съставяща) и Идер (452 km, дясна съставяща), на 1179 m н.в. в южната част на аймака Хьовсгьол, Монголия. Река Делгер Мурен води началото си от хребета Улаан Тайга в западната част на аймака Хьовсгьол, а река Идер – от западната част на планината Хангай в аймака Завхан. След образуването си Селенга тече на протежение от 615 km в посока изток-североизток през северните аймаци на Монголия Хьовсгьол, Булган и Селенге. Тук долината ѝ има предимно равнинен облик като се редуват стеснения (до 1 – 2 km) и долинни разширения (до 20 – 25 km), където реката се разделя на ръкави и образува многочислени острови. При село Наушки, Република Бурятия Селенга навлиза в Русия и протича по нейната територия на протежение от 409 km. Тук долината ѝ става широка, а посоката ѝ – североизточна. След град Улан Уде реката заобикаля от изток и североизток хребета Хамар Дабан в дълбока и тясна проломна долина и при посьолок Селенгинск навлиза в котловината на езерото Байкал. Тук Селенга образува голяма ветрилообразна делта с площ от 680 km2 и чрез няколко по-големи и по-малки ръкави се влива в югоизточната част на езерото, на 455 m н.в.

### Водосборен басейн
Водосборният басейн на Селенга има площ от 447 хил. km2, което представлява 43,02% от водосборния басейн на река Ангара. Площта на собствения басейн на Селенга обхваща части от Монголия и Русия:
Монголия – аймаци Архангай (целия), Булган (целия), Завхан (частично), Йовьорхангай (частично), Селенге (целия), Тьов (частично), Улан Батор (целия), Хентий (частично) и Хьовсгьол (частично)
Русия – Република Бурятия, Забайкалски край и Република Тува (всички частично)
Границите на водосборния басейн на реката са следните:
- на север – водосборните басейни на река Иркут, ляв приток на Ангара, река Турка и други по-малки реки вливащи се в езерото Байкал;
- на североизток – водосборния басейн на река Лена;
- на изток – водосборния басейн на река Амур;
- на юг – водосборните басейни на малки реки, пресъхващи в пустинята Гоби;
- на запад – водосборните басейни на реките Дзабхан и Тес-Хем, вливащи се езера разположени в Котловината на Големите езера в Монголия;
- на северозапад – водосборния басейн на река Малък Енисей (лява съставяща на Енисей).

### Притоци
Река Селенга получава множество притоци, като 10 от тях са дължина над 100 km. По-долу са изброени всичките тези реки, за които е показано на кой километър по течението на реката се вливат, дали са леви (→) или (←), тяхната дължина, площта на водосборния им басейн (в km2) и мястото където се вливат.
- → Делгер Мурен 445 / 26 640, аймак Хьовсгьол, Монголия
- ← Идер 452 / 24 555, аймак Хьовсгьол, Монголия
- ← Хануй Гол 421 / 14 620, аймак Булган, Монголия
- → Егийн Гол 475 / 49 100, аймак Булган, Монголия
- ← Орхон 1124 / 132 800, при град Сухе Батор, в аймак Селенге, Монголия
- 346 → Джида 567 / 23 500, на 8 km североизточно от посьолок Джида, Република Бурятия, Русия
- 310 → Темник 314 / 5480, при посьолок Селендума, Република Бурятия, Русия
- 285 ← Чикой 769 / 46 200, при село Новоселенгинск, Република Бурятия, Русия
- 242 ← Хилок 840 / 38 500, Република Бурятия, Русия
- 156 ← Уда 467 / 334 800, в град Улан Уде, Република Бурятия, Русия

### Хидроложки хоказатели
Подхранването на реката е смесено, като преобладава дъждовното. Водният режим се характеризира ниско пролетно и високо лятно и есенно пълноводие в резултата до дъждовете през този сезон и зимно маловодие. Основна част от оттока на реката се формира на територията на Монголия, като на границата с Русия той съставлява 14 – 15 km3 годишно. В Русия се формира още толкова годишен отток, като по този начин общия среден многогодишен отток съставлява 28,98 m3, което представлява около 45 – 50% от общото количество вода постъпваща в езерото Байкал. Освен това Селенга годишно внася в езерото 3,6 млн. т. наноси, което представлява около 70% от всичките наноси постъпващи в езерото. Среден годишен отток близо до руско-монголската граница 310 m3/s, на 127 km от устието 935 m3/s (максимален в устието през 1973 г. 4140 m3/s). Замръзва през ноември, а се размразява през април.

## Селища
По течението на реката в са разположени множество населени места. На територията на Монголия по течението на реката са разположени няколко малки села, а в устието на река Орхон – град Сухе Батор. В Русия на Селенга е разположена столицата на Република Бурятия град Улан Уде, селищата от градски тип (посьолки) Наушки и Селенгинск и село Кабанск (районен център).

## Стопанско значение
До края на ХХ в. от устието на реката до град Сухе Батор в Монголия се е извършвало регулярно корабоплаване, което сега е прекратено. На територията на Монголия в басейна на реката се експлоатират находища на кафяви въглища, а на руска територия има топли минерални извори.